# Crocker (Missouri)
Crocker és una població dels Estats Units a l'estat de Missouri. Segons el cens del 2000 tenia 1.033 habitants.

## Demografia
Segons el cens del 2000, Crocker tenia 1.033 habitants, 425 habitatges, i 277 famílies. La densitat de població era de 335,2 habitants per km².
Dels 425 habitatges en un 36,2% hi vivien nens de menys de 18 anys, en un 49,4% hi vivien parelles casades, en un 11,1% dones solteres, i en un 34,8% no eren unitats familiars. En el 32,5% dels habitatges hi vivien persones soles el 15,8% de les quals corresponia a persones de 65 anys o més que vivien soles. El nombre mitjà de persones vivint en cada habitatge era de 2,41 i el nombre mitjà de persones que vivien en cada família era de 3,04.
Per edats la població es repartia de la següent manera: un 28,4% tenia menys de 18 anys, un 8,2% entre 18 i 24, un 29,4% entre 25 i 44, un 16,9% de 45 a 60 i un 17% 65 anys o més.
L'edat mediana era de 36 anys. Per cada 100 dones de 18 o més anys hi havia 85,5 homes.
La renda mediana per habitatge era de 29.583 $ i la renda mediana per família de 35.750 $. Els homes tenien una renda mediana de 26.964 $ mentre que les dones 16.141 $. La renda per capita de la població era de 13.401 $. Entorn del 13,9% de les famílies i el 17,5% de la població estaven per davall del llindar de pobresa.

## Poblacions properes
El següent diagrama mostra les poblacions més properes.